# جایزه بزرگ موناکو ۱۹۶۴
جایزه بزرگ موناکو ۱۹۶۴ (انگلیسی: ‎1964 Monaco Grand Prix‎) یک مسابقهٔ موتوری در رشتهٔ اتومبیل‌رانی فرمول یک بود که در تاریخ ۱۰ مهٔ ۱۹۶۴ در پیست موناکو واقع در مونت‌کارلو، موناکو برگزار شد. این گراند پری در میان ۱۰ گراند پری در فصل ۱۹۶۴، مسابقهٔ شمارهٔ ۱ بود.
در این مسابقه که در ۱۰۰ دور و به مسافت ۳۱۴٫۵۰۰ کیلومتر (۱۹۵٫۴۲۱ مایل) برگزار شد، پول پوزیشن توسط جیم کلارک کسب شد و سریع‌ترین زمان برای طی یک دور پیست که برابر با ۱:۳۳٫۹ بود نیز توسط گراهام هیل به ثبت رسید.
گراهام هیل از تیم بی‌آرام، ریچی گینتر از تیم بی‌آرام و پیتر آروندل از تیم لوتوس-کلیمکس به‌ترتیب مقام‌های اول تا سوم مسابقه را کسب کردند.

## رده‌بندی قهرمانی پس از مسابقه
| جایگاه | راننده      | امتیاز |
| ------ | ----------- | ------ |
| ۱      | گراهام هیل  | ۹      |
| ۲      | ریچی گینتر  | ۶      |
| ۳      | پیتر آروندل | ۴      |
| ۴      | جیم کلارک   | ۳      |
| ۵      | یو بونیر    | ۲      |
| منبع:  |             |        |

| جایگاه | سازنده       | امتیاز |
| ------ | ------------ | ------ |
| ۱      | بی‌آرام       | ۹      |
| ۲      | لوتوس-کلیمکس | ۴      |
| ۳      | کوپر-کلیمکس  | ۲      |
| ۴      | لوتوس-بی‌آرام | ۱      |
| منبع:  |              |        |

یادداشت
- تنها پنج جایگاه نخست از هر رده‌بندی نمایش داده شده‌است.